# Phlegetonia atripars
Phlegetonia atripars är en fjärilsart som beskrevs av George Francis Hampson 1912. Phlegetonia atripars ingår i släktet Phlegetonia och familjen nattflyn. Inga underarter finns listade i Catalogue of Life.